# Gertrude Lintz
Gertrude Lintz, geb. Davies (* April 1880 in Islington; † September 1968 in New York), war eine US-amerikanische Hundezüchterin und Tierhalterin mit britischen Wurzeln. Sie wurde insbesondere durch die Haltung von Menschenaffen bekannt, die sie, solange sie noch relativ ungefährlich waren, als ihre „Kinder“ behandelte und in Menschenkleidung auch in der Öffentlichkeit mit sich führte.

## Leben
Gertrude Davies wollte laut einem Zeitungsartikel aus dem Jahr 1933 Sängerin werden und studierte in Paris. Eine Krankheit beendete ihre Karriere und sie kam nach New York. Als ihr geraten wurde, sich zur Ablenkung ein Hobby zuzulegen, verfiel sie auf die Hundezucht. Ihre ersten Bernhardiner wurden aus der Schweiz importiert und begründeten ihre erfolgreiche Zucht, der sie den Namen „Hercuveen“ gab – ein Kofferwort aus Hercules und Venus, um die Schönheit und die Stärke dieser Tiere zu betonen. Um 1923 erhielt sie ihren ersten Schimpansen; wahrscheinlich gelangte schon dieser Affe über den befreundeten Kapitän Arthur Phillips in ihre Hände. Ab dieser Zeit sammelte, züchtete und dressierte Gertrude Davies zahlreiche Tiere.
Gertrude Davies und der Arzt William Lintz heirateten 1914. Im Jahr 1923 zogen sie in die Shore Road in Brooklyn. Gertrude Lintz behauptete in ihrem Memoiren, sie habe im Landhaus des Charles van Brunt gelebt, was aber nicht korrekt war. Es handelte sich um das Haus seines Bruders Albert, in dem Charles van Brunt allerdings in seiner Jugend auch einige Zeit verbracht hatte. In den 1920ern soll Gertrude Lintz ein Haus mit der Adresse 8514 Narrows Avenue besessen haben.
Gertrude Lintz lebte mit ihrem Ehemann Dr. William Lintz und zahlreichen Tieren auf dem großen Anwesen mit mehreren Häusern in der Shore Road, als im Jahr 1934 ein Unfall für Schlagzeilen sorgte: Ein Angestellter hatte Lintz’ Schimpansen leblos vorgefunden und die Feuerwehr gerufen, da er annahm, dass die Tiere an einer Kohlenmonoxidvergiftung, ausgelöst durch einen Ofen, zugrunde gegangen waren. Polizei und Rettungsdienst wurden alarmiert und Wiederbelebungsmaßnahmen eingeleitet. Fast alle Schimpansen überlebten, nur ein Affe namens Yonnie war nicht mehr zu retten. Im Brooklyn Daily Eagle vom 16. März 1934 wurden die Insassen den privaten Zoos des Ehepaars Lintz aufgezählt. Neben den Schimpansen Yonnie, Jiggs, Johnny, Joe, Buster, Susie, Baby und Mario hielten William und Gertrude Lintz zu diesem Zeitpunkt auch zwei Gorillas, 30 Bernhardiner, 200 Kaninchen, 300 Tauben, 400 tropische Fische, drei Kanarienvögel, zwei Eulen, einen Sealyham-Terrier und einen afrikanischen Graupapagei. Ein späterer Zeitungsartikel enthält zum Teil andere Zahlen: Laut dem Brooklyn Daily Eagle vom 17. Juli 1938 waren von dem Gasunfall neben dem namentlich erwähnten Schimpansen Jiggs elf weitere Artgenossen betroffen. Außerdem habe Lintz zum Zeitpunkt des Unglücks auch noch einen Leoparden gehalten.
Ein Jahr nach dem Gasunglück reichte William Lintz die Scheidung ein, da er diese Menagerie, die Zerstörung seines Privatlebens durch Neugierige und den Ruin seines Rufes als Arzt durch die exzessive Tierhaltung seiner Frau nicht mehr ertrug. Das Domizil der Lintz’ wurde offenbar später abgerissen, das Grundstück aufgeteilt und in den 1960er Jahren neu bebaut.

## Jiggs
Der Schimpanse Jiggs, der das Gasunglück 1934 überlebt hatte, starb vier Jahre später durch Polizeikugeln. Der damals siebenjährige Menschenaffe war in seinem Käfig mit einem zyanidhaltigen Reinigungsmittel gefüttert worden und hatte sich, tobend vor Schmerzen, befreien können. Dann war er in den Wohnbereich des Hauses eingedrungen. Nachdem Gertrude Lintz fünf Stunden lang im Badezimmer versucht hatte, ihn zu beruhigen, hatte sie die Polizei gerufen und Jiggs war erschossen worden. Nach diesem Vorfall gab Lintz zu Protokoll, sie wolle keine Tiere mehr halten.

## Lintz’ Gorillas
Durch den Kapitän des Frachters West Key Bar Arthur Phillips war Gertrude Lintz in den Besitz ihrer beiden jungen Gorillas gekommen: Massa gelangte 1931 in ihre Hände und Buddy folgte am 28. Dezember 1932. Lintz lebte damals noch in ihrem Heim in 8365 Shore Road, Brooklyn. Ab 1934 nutzte sie für die Wintermonate ein zweites Domizil in Miami, in das sie die Affen jeweils mitnahm. In der Shore Road war das Kellergeschoss als Wohnung für Lintz’ Angestellten Richard Kroener und andere Bedienstete ausgebaut worden. Kroener hielt im Keller auch seine tropischen Fische und hatte seine Schmetterlingssammlung dort untergebracht. Den einstigen Billardsaal nutzte Lintz außerdem zur Aufbewahrung ihrer Pokale und Trophäen für erfolgreiche Bernhardinerzucht etc. Schließlich wurden dort auch die Menschenaffen einquartiert.
Beide Gorillas waren noch recht jung, als sie in Lintz’ Obhut kamen, und beide waren in schlechtem Zustand. Während Massa zunächst von einer Lungenentzündung kuriert werden musste, war Buddy einem Säureanschlag zum Opfer gefallen, der ihn fast das Augenlicht gekostet hätte und zu einer dauerhaften Entstellung seines Gesichts führte. Lintz behielt Massa bis zum Jahr 1935 bei sich. Nachdem sie das Tier unabsichtlich erschreckt und damit zu einem lebensgefährlichen Angriff provoziert hatte, hielt sie es in einem Käfig und schrieb es zum Verkauf aus. Fälschlicherweise für ein Weibchen gehalten, gelangte der junge Gorilla in den Philadelphia Zoo, wo man bei dem Versuch, ihn mit dem Gorilla Bamboo zu vergesellschaften, feststellen musste, dass Massas Geschlecht falsch bestimmt worden war. Er verbrachte die nächsten Jahrzehnte seines Lebens in Einzelhaltung und galt bei seinem Tod im Alter von 54 Jahren als der älteste Gorilla, der in Gefangenschaft gehalten wurde. Buddy lebte bis 1937 in Lintz’ Haushalt. Nachdem er angeblich aus Angst vor einem Gewitter in ihr Bett gekrochen war, wurde auch dieser Gorilla abgeschafft. Er endete als Zirkustier und starb im Alter von etwa 20 Jahren. Die Schicksale der beiden Primaten dienten als Vorlage für den Film Buddy, der im Jahr 1997 gedreht wurde und in dem Rene Russo die Rolle der Gertrude Lintz spielte.